# 제프 체이스
제프 체이스(Jeff Chase, 1968년 1월 17일 ~ )는 미국의 배우, 스턴트 배우이다.
패터슨에서 태어났다.

## 출연 작품
- 이스케이프 플랜3 (2019년)
- 더 도메스틱 (2018년)
- 어벤져스 오브 저스티스 (2018년)
- 더 트루 메모어스 오브 인터내셔널 어쌔신 (2016년)
- 이웃집 스파이 (2016년)
- 렛츠 비 캅스 (2014년) - 레카 역
- 블러드 샷 (2013년)
- 프리랜서스 (2012년) - 앤지 역
- 루퍼 (2012년) - 톨 과거 남자 역
- 샘 스틸 앤 더 크리스탈 챌리스 (2011년) - 커비 역
- 킬 더 아이리쉬맨 (2011년)
- 변종샤크 (2011년) - 제이슨 부챠드 역
- 메카닉 (2011년) - 버키 역
- 하드 브레이커스 (2010년)
- 스파이 넥스트 도어 (2010년)
- 슬래민 새먼 (2009, The Slammin' Salmon)
- 어게인스트 더 다크 (2009년)
- 에이스 벤츄라 3 (2009년)
- 스타 트렉: 더 비기닝 (2009년)
- 로디드 (2008년)
- 이어 오브 게팅 투 노우 어스 (2008년)
- 간호사들 (2007년)
- 시드니 화이트 (2007년)
- 언데드 오어 얼라이브 (2007년)
- 데스 드라이브 (2007년)
- 더 마린 (2006년)
- 미션 임파서블 3 (2006년)
- 키즈 인 아메리카 (2005년) - Asst. 코치 파소 역
- 트랜스포터 - 엑스트림 (2005년) - 베이실리 역
- 퍼니셔 (2004년)
- 던스모어 (2003년)
- 웰컴 투 더 정글 (2003년)
- 벤자민 프로젝트 (2002년)
- 인 더 샤도우 (2001년)

### 텔레비전
- 척 (2007-10)
- 덱스터 (2008) - 빌리 플리터 역
- 우리 생애 나날들 (2008)